# My staircase
|  | Denne artikel er oprettet af botten Steenthbot ud fra en ekstern database. Den kan derfor have sproglige fejl eller mangler. Denne skabelon kan fjernes efter kontrol af indholdet. |

My staircase er en dansk kortfilm fra 2000 instrueret af Laurits Munch-Petersen.

## Medvirkende
- Laura Baruel
- Edgar Bowie
- Svend Kildegaard
- Kimie
- K. Larsen
- Christian Liebing
- Laurits Munch-Petersen
- Poul Olsen